# Sarsippius' Ark
Sarsippius' Ark – drugi album grupy Infectious Grooves, wydany 2 lutego 1993 roku.

## Utwory
1. "Intro" (:41)
2. "Turtle Wax (Funkaholics Anonymous)" (3:30)
3. "No Cover/Two Drink Minimum" (:46)
4. "Immigrant Song" (2:57)
5. "Caca de Kick" (:37)
6. "Don't Stop Spread the Jam" (4:01)
7. "Three Headed Mind Pollution" (4:25)
8. "Slo-Motion Slam" (3:59)
9. "Legend in His Own Mind" (1:16)
10. "Infectious Grooves" (Live) (4:36)
11. "These Freaks Are Here to Party" (4:09)
12. "Man Behind the Man" (:39)
13. "Fame" (4:47)
14. "Savor da Flavor" (3:53)
15. "No Budget/Dust off the 8-Track" (:40)
16. "Infectious Grooves" (Demo) (4:04)
17. "You Pick Me up (Just Throw Me Down)" (3:11)
18. "Do the Sinister" (Live) (5:22)
19. "Big Big Butt, by Infectiphibian" (:55)
20. "Spreck" (2:34)

## Twórcy
- Mike Muir - śpiew, produkcja
- Adam Siegel - gitara
- Robert Trujillo - gitara basowa, produkcja
- Josh Freese - perkusja
- Dean Pleasants - gitara
- Paul Northfield - produkcja, miksowanie
- Mark Dodson - produkcja
- Dave Dunn - instrumenty klawiszowe
- Tom Fletcher - produkcja